# Kurt Zech
Kurt Zech (* 2. Januar 1957 in Bremen) ist ein deutscher Bauunternehmer und Immobilienentwickler. Er leitet das Familienunternehmen Zech Group aus Bremen. Zech gilt als der größte Immobilienprojektentwickler Deutschlands.

## Biografie
Zech absolvierte eine Ausbildung zum Bankkaufmann. Er übernahm zusammen mit einem Partner von seinem Vater Kurt Zech senior 1978 den väterlichen Baubetrieb, der von seinem Großvater Gustav Zech 1905 in der Nähe von Breslau gegründet worden war. Nach dem Zweiten Weltkrieg gründete 1945 die Familie einen kleinen handwerklichen Betrieb in Bremen. Zech entwickelte den Betrieb zu einer internationalen Firmengruppe. Im Dezember 2017 beschäftigten Zech Group und Gustav-Zech-Stiftung 9363 Mitarbeiter, davon 7535 in Deutschland. Häufig behielten die Unternehmen, an denen Zech die Mehrheit hält, ihren angestammten Namen. Er wirkt zudem als Agrarunternehmer, Reeder und hat u. a. Wohngebäude, Einkaufszentren sowie Staudämme bauen lassen und in Bremen das Weserstadion, den Flughafen und das Universum gebaut.
Zech ist seit November 2016 Mitglied im Aufsichtsrat des Fußballvereins SV Werder Bremen.
Zech ist geschieden und hat zwei Töchter und einen Sohn.

## Familienvermögen
Seine Familie zählt zu den reichsten Familien Bremens. Sie verfügt über etwa 1,3 Milliarden Euro.